# Clodovil Hernandes
Clodovil Hernandes (Elisiário, São Paulo, 17. lipnja 1937. – Brasília, Brazil, 17. ožujka 2009.), bio je brazilski dizajner, TV-voditelj i političar.

## Vanjske poveznice
- Época, CLODOVIL e seu gabinete  Arhivirana inačica izvorne stranice od 21. ožujka 2009. (Wayback Machine)
- Federação Israelita intima Clodovil Hernandes por racismo  Arhivirana inačica izvorne stranice od 22. travnja 2009. (Wayback Machine)